# Hauge (Østfold)
Hauge is een plaats in de Noorse gemeente Hvaler, fylke Østfold. Hauge telt 310 inwoners (2007) en heeft een oppervlakte van 0,43 km².